# Христо Габровчето
Христо Петров Хаджистойчев с псевдоним Христо Габровчето е български революционер и сподвижник на Георги Бенковски, четник от четата на Цанко Дюстабанов.
Христо Хаджистойчев е роден в град Габрово през 1850 г.
Христо Габровчето произхожда от заможното семейство Хаджистойчеви. Въпреки че се явява първият управител на семейната фирма „Петър х. Сойчеви“ и доброто му материално благополучие той се записва за участие в Габровската чета на Цанко Дюстабанов. При опит да се спаси с бягство при последната битка на четата при връх Марагидик пада убит в местността Просеченик, Тетевенско на 11 май 1876 г. Като четник изпълнява длъжността на куриер за връзка с дряновския комитет.
Благотворителният комитет „Бенковски" изгражда паметник на Габровчето, осветен през 1926 година.